# Перибеја
Перибеја (грч. Περίβοια) је у грчкој митологијији било име више личности.

## Митологија
- Најада из Лакедемоније, највероватније кћерка речног бога Еурота, која је са Икаријем имала кћерку Пенелопу и синове Тоанта, Дамасипа, Имеусима, Алета и Перилеја.[1][2]
- Океанида, која је са титаном Лелантом имала кћерку Ауру. Она и њен муж су живели у лелантској равници у Еубеји, али су према Нону они били у Фригији. Само њено име (окружена стоком) указује на пасторални предео, негде у близини речног тока.[3]
- Еуримедонтова најмлађа кћерка која је са Посејдоном имала сина Науситоја, првог краља Феачана.[1]
- Девојка из Локриде, која је била одведена у Троју као искупљење за светогрђе које је починио Ајант пред кипом богиње Атене. Наиме, Локриду су задесиле разне недаће због тога, а након разарања Троје и пророчиште је саветовало да се наредних хиљаду година по две девојке шаљу у Троју. Међутим, приликом искрцавања, Перибеју и Клеопатру, која је била та друга девојка, напали су домороци и оне су нашле уточиште у Атенином храму из кога више нису излазиле.[1]
- Супруга коринтског краља Полиба, Едипова помајка. Према једном предању, Перибеји су Едипа донели пастири, а према другом га је нашла у ковчегу на морској обали. Када је Едип одрастао, убио је свог оца и оженио своју мајку, а Перибеја је дошла у Тебу да га обавести да она није његова мајка.[1]
- Кћи Алкатоја, краља Мегаре, која се удала за Теламона и родила Ајанта и Теукра. Према другом предању, њоме се оженио Тезеј, када ју је запазио у групи младих који су послати као данак краљу Миноју.[1][4]
- Кћерка Акесамена, која је са Аксијем, богом реке Вардар, имала сина Пелегона.[4]
- Хипонојева кћерка, која је била удата за Енеја и имала сина Тидеја.[4]